# Eschbach (bei Nastätten)
Eschbach ist eine Ortsgemeinde im Rhein-Lahn-Kreis in Rheinland-Pfalz. Sie gehört der Verbandsgemeinde Nastätten an.

## Geographie

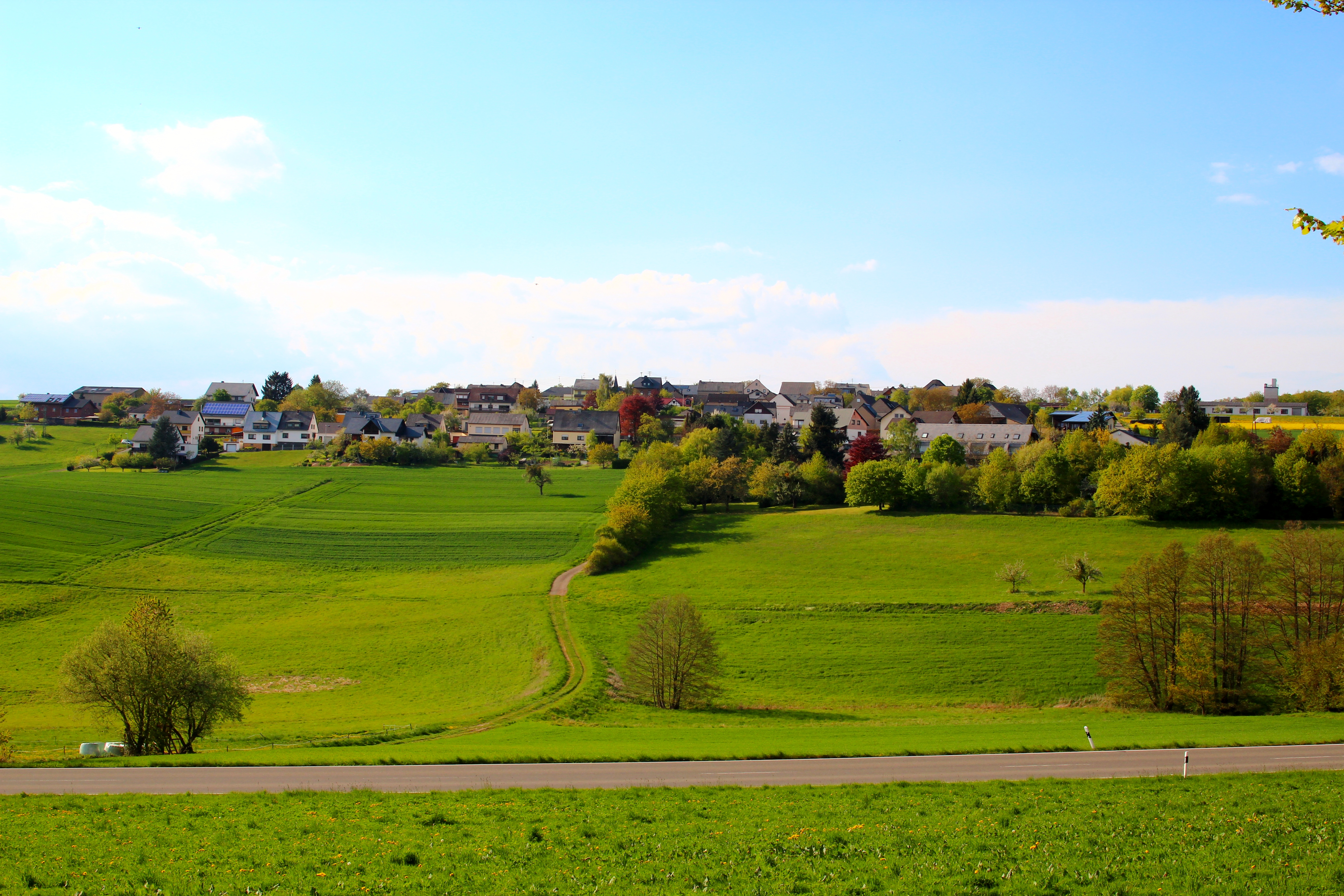
Ortsansicht

Eschbach liegt im westlichen Hintertaunus, am westlichen Rande des Blauen Ländchens im Rhein-Lahn-Kreis etwa 8 km westlich von Nastätten und 6 km östlich des Rheins zwischen den beiden Landesstraßen L 333 und L 334.

## Geschichte
Eschbach lag seit dem 14. Jahrhundert im „Vierherrischen“, wurde nach dem zweiten Nastätter Rezeß 1755 dem Amt Reichenberg zugeschlagen, und blieb mit diesem bis 1806 hessisch. Vorübergehend von französischen Truppen besetzt (als „pays reservé“), kam der Ort 1816 zum Herzogtum Nassau. Seit 1866 gehörte der Ort zur preußischen Provinz Hessen-Nassau und ist seit 1946 Teil des damals neu gebildeten Lands Rheinland-Pfalz. 1972 wurde Eschbach der Verbandsgemeinde Nastätten angegliedert.
Seit 1563 war Eschbach kirchlich als Filiale der evangelischen Pfarrei Weyer. Seit 2003 gehört der Ort zur Kirchengemeinde Gemmerich.
Eschbach wurde am 27. März 1945 gegen 8:00 Uhr vom 346. US-Infanterieregiment eingenommen.
Statistik zur Einwohnerentwicklung
Die Entwicklung der Einwohnerzahl von Eschbach, die Werte von 1871 bis 1987 beruhen auf Volkszählungen:
| Jahr | Einwohner |
| 1815 | 140       |
| 1835 | 170       |
| 1871 | 196       |
| 1905 | 166       |
| 1939 | 184       |

| Jahr | Einwohner |
| 1950 | 191       |
| 1961 | 219       |
| 1970 | 207       |
| 1987 | 234       |
| 2005 | 189       |

## Politik

### Gemeinderat
Der Gemeinderat in Eschbach besteht aus sechs Ratsmitgliedern, die bei der Kommunalwahl am 9. Juni 2024 in einer Mehrheitswahl gewählt wurden, und dem ehrenamtlichen Ortsbürgermeister als Vorsitzendem.

### Bürgermeister
Ortsbürgermeister von Eschbach ist Carsten Göller. Bei der Direktwahl am 26. Mai 2019 wurde er mit einem Stimmenanteil von 77,45 % und am 9. Juni 2024 als einziger Bewerber mit 79,2 % jeweils für fünf Jahre wiedergewählt.

### Wappen
Blasonierung: „In Blau und Rot geteilt durch einen eingebogenen goldenen Göpel; vorn drei goldene Getreideähren, garbenweise, hinten goldene Hammer und Schlägel schräggekreuzt, unten eine goldene Säulenhalle (Portikus).“ Die heraldisch nicht korrekte offizielle Blasonierung lautet:„Gespalten durch eingeschweifte goldene Spitze, belegt mit eingeschweifter roter halber Spitze, in blauem Feld vorn drei Ähren, hinten Hammer und Schlägel gekreuzt, unten ein Portikus in Gold.“
Das Wappen wurde am 30. Juli 2003 von der Kreisverwaltung in Bad Ems genehmigt. Der Wappenschild entspricht nicht den heraldischen Regeln, demnach kann das von der Gemeinde geführte Symbol nur als Gebrauchsgrafik oder Logo bezeichnet werden. Der Göpel symbolisiert die in Eschbach zusammenfließenden Bäche Reichelsteiner- und Schafbach. Die Getreideähren stehen für die Landwirtschaft und den fruchtbaren Boden, Schlägel und Eisen sind Symbole des früheren Bergbaus. Der Portikus steht für das Anwesen eines römischen Legionärs, welches um 1900 durch den bekannten Historiker Robert Bodewig in einer wissenschaftlichen Veröffentlichung erwähnt wurde. Die Farben stehen für die früheren Landesherrschaften, die Grafen von Nassau und Katzenelnbogen.

Heraldisch korrektes Wappen
Gebrauchswappen oder Logo

## Wirtschaft
Die Gemeinde ist heute kaum noch von der Landwirtschaft geprägt. Es sind lediglich noch ein Vollerwerbsbetrieb und ein Nebenerwerbsbetrieb in der Gemeinde aktiv. Die meisten Flächen werden von Landwirten außerhalb der Gemeinde bewirtschaftet. Zudem gibt es drei Handwerksbetriebe sowie ein Hotel in der Gemeinde. Die meisten Eschbacher Bürger üben ihre Erwerbstätigkeit in Industrie- und Dienstleistungsbetrieben im Raum Nastätten, Koblenz sowie im Rhein-Main-Gebiet aus.